# 11 Ochotnicza Dywizja Grenadierów Pancernych SS „Nordland”
11 Ochotnicza Dywizja Grenadierów Pancernych SS „Nordland” (niem. 11 SS-Freiwilligen-Panzergrenadier-Division „Nordland”) – ochotnicza jednostka wojskowa Waffen-SS złożona głównie z żołnierzy z krajów skandynawskich podczas II wojny światowej.

## Geneza
W lutym 1943 r. Adolf Hitler rozkazał utworzyć w ramach Waffen-SS jednostkę wojskową złożoną z cudzoziemskich ochotników. Jej formowanie rozpoczęło się w marcu w Niemczech na bazie SS-Panzer-Grenadier-Regiment „Nordland”, wycofanego ze składu 5 Dywizji Pancernej SS „Wiking”. Oprócz Duńczyków i Norwegów w skład przyszłej jednostki mieli też początkowo wchodzić Holendrzy, ale ostatecznie trafili oni do swojej dywizji. 
Reichsführer-SS Heinrich Himmler zaproponował dla niej nazwę „Waräger”, ale decyzją A. Hitlera nadano jej przydomek „Nordland”. Do kwietnia formowana jednostka występowała pod nazwą Germanische-Freiwilligen-Division, zaś do lipca jako SS-Panzergrenadier-Division 11 (Germanische). Wówczas otrzymała ostateczną nazwę 11 SS-Freiwilligen-Panzergrenadier-Division „Nordland”.

## Historia bojowa
We wrześniu 1943 r. Dywizja została przetransportowana na terytorium Niezależnego Państwa Chorwackiego, gdzie przeszła szkolenie wojskowe i uzupełniono jej stany liczebne. Następnie przydzielono ją do III Korpusu Pancernego SS, w ramach którego – wraz z SS-Freiwilligen-Legion Niederlande – zwalczała komunistyczną partyzantkę kierowaną przez Josipa Broz Titę. Pod koniec listopada SS-Panzergrenadier Regiment 24 „Danmark” toczył ciężkie walki z 5-tysięcznymi siłami partyzantów w rejonie miejscowości Glina, ponosząc spore straty. W tym czasie SS-Panzer Abteilung 11 otrzymał honorowy przydomek „Hermann von Salza”, na cześć czwartego wielkiego mistrza średniowiecznego Zakonu Krzyżackiego.
W styczniu 1944 r. Dywizję przeniesiono na front wschodni w rejon miasta Oranienbaum pod Leningradem, gdzie trafiła pod rozkazy Grupy Armii „Nord”. Liczyła wówczas ok. 11,3 tys. żołnierzy. Natychmiast po przybyciu skierowano ją na pierwszą linię frontu. 14 lutego sowieckie uderzenie przerwało pozycje niemieckie, co doprowadziło Dywizję do odwrotu w kierunku Narwy w Estonii. Walki w rejonie tego miasta zostały nazwane „bitwą europejskiego SS”, gdyż większość zaangażowanych w nie jednostek niemieckich składała się z cudzoziemskich żołnierzy z wielu krajów Europy. Pierwszy sowiecki atak dokonany z Bałtyku koło miejscowości Mereküla został powstrzymany przez 11 SS-Freiwilligen-Panzergrenadier-Division „Nordland”. Oddziały Armii Czerwonej zostały zniszczone. W marcu SS-Pionier Battalion 11 zasłużył się odbudowaniem zniszczonego przez Sowietów strategicznego mostu na rzece Narwie. Praca odbywała się pod silnym ogniem nieprzyjacielskim. W trakcie całych walk Dywizja poniosła ciężkie straty.
Po rozpoczęciu przez Armię Czerwoną operacji „Bagration” w czerwcu 1944 r., wojska niemieckie Grupy Armii „Nord” walczyły na obszarze Estonii. 11 SS-Freiwilligen-Panzergrenadier-Division „Nordland” broniła się na linii 3 wzgórz leżących 15 km na zachód od Narwy, nazwaną Linią Tannenberg. Zajmowała te pozycje wraz z 6 SS-Freiwilligen-Sturmbrigade „Langemarck” i Kampfgruppe „Strachwitz” z Dywizji Großdeutschland. Natarcia sowieckie trwały od 27 lipca, ale za każdym razem były odpierane (29 lipca zniszczono 113 sowieckich czołgów). 16 września siły III Korpusu Pancernego SS zostały zepchnięte na obszar Łotwy, a 12 października padła Ryga.
Pod koniec października 1944 r. wojska niemieckie na obszarze Kurlandii, w tym 11 SS-Freiwilligen-Panzergrenadier-Division „Nordland”, znalazły się w prawie całkowitym okrążeniu (tzw. worek kurlandzki), odcięte od pozostałych sił. Walki tutaj trwały do końca wojny. Dywizja do grudnia toczyła z powodzeniem ciężkie walki obronne zadając przeciwnikowi znaczne straty, a jej stan liczebny zmniejszył się w tym czasie do ok. 9 tys. ludzi.
W styczniu 1945 r. dywizja została zaokrętowana w porcie w Lipawie i przerzucona na Pomorze do Szczecina, natomiast SS-Panzer Abteilung 11 „Herman von Salza” trafił do Gdyni na wypoczynek i odbudowanie strat. Pod koniec stycznia dywizja została przydzielona do 11 Armii Pancernej SS przeznaczonej do obrony rejonu Berlina. Na pocz. lutego powrócił do niej SS-Panzer Abteilung 11; przyszły też uzupełnienia. Wśród nich znajdował się też ponad 50-osobowy Wolny Korpus Brytyjski. Od 16 lutego Dywizja uczestniczyła w uderzeniu na Arnswalde. Po zajęciu miasta opór sowiecki stężał, a następnie silne kontrataki Armii Czerwonej odepchnęły siły niemieckie z powrotem w rejon Szczecina i Stargardu. Kolejny atak Sowietów podjęty 1 marca zmusił Dywizję do odwrotu do Altdamm, ostatniej pozycji obronnej nad dolną Odrą. Przez 2 tygodnie miasteczko było bronione za cenę dużych strat.
19 marca dywizję wycofano na zachód od miejscowości Schwedt/Oder-Bad Freienwalde w celu odpoczynku i przynajmniej częściowej odbudowy, gdyż Pułki „Danmark” i „Norge” były bardzo wykrwawione. W tym czasie do dywizji został przydzielony 300-osobowy oddział Francuzów pozostały z 33 Dywizji Grenadierów SS „Charlemagne” i złożona z Hiszpanów 101 ochotnicza kompania SS. Ponadto w jej skład weszli żołnierze z Luftwaffe i Kriegsmarine. W rezultacie pod koniec wojny w jej szeregach walczyli Duńczycy, Norwegowie, Estończycy, Finowie, Francuzi, Szwedzi, Szwajcarzy, Brytyjczycy, Węgrzy, Hiszpanie i Rumuni.
16 kwietnia dywizja przeszła na pozycje na wschód od Berlina. Pomimo uzupełnień nie odbudowała ona całkowicie swoich stanów, nowi żołnierze częściowo nie mieli doświadczenia bojowego lub mieli za małe oraz brakowało sprzętu wojskowego. Do 20 kwietnia była ona zaangażowana w ciężkie walki pozycyjne, które doprowadziły do wycofania się do Berlina. Od 22 kwietnia dywizja broniły się w rejonie Tiergarten. W ciągu kilku kolejnych dni przestała ona istnieć jako jednolita jednostka. Resztki Pułków „Danmark” i „Norge” wraz pozostałościami Batalionu Saperów broniły mostów na Sprewie, a następnie zostały zepchnięte do Dzielnicy Rządowej. W tym czasie główne uderzenie Armii Czerwonej było skierowane na obszar Parku Treptow, gdzie walczyły resztki SS-Panzer Abteilung 11 „Herman von Salza” wraz z niewielką częścią saperów. Przeprowadziły one nawet lokalny kontratak kilkoma czołgami i wozami pancernymi, tracąc je wszystkie. Do 26 kwietnia obrońcy Dzielnicy Rządowej zostali zepchnięci w rejon Reichstagu.
30 kwietnia dowódca dywizji SS-Brigadeführer Gustav Krukenberg dowiedział się o samobójstwie A. Hitlera, po czym rozkazał ocalałym żołnierzom wycofywanie się na zachód, na obszary zajmowane przez aliantów zachodnich. Kilku małym grupkom udało się przedostać do Amerykanów na zachodni brzeg Łaby, ale większość, w tym 3 (szwedzka) kompania i oddział zwiadowczy, dostały się do niewoli sowieckiej.

## Skład narodowy dywizji
Dywizja miała charakter międzynarodowy. Obok wspomnianych wyżej Duńczyków i Norwegów w jej składzie służyli też Finowie (w 1945 r. zgrupowani w pierwszych batalionach pułków Norge i Danmark), Flamandowie (25 żołnierzy w batalionie rozpoznawczym), Francuzi (SS-Freiwilligen [franzosisches] Sturm-batalion włączony w kwietniu 1945 r.), Niemcy (ok. 25% stanów), Holendrzy (batalion rozpoznawczy), Szwedzi (kompania w batalionie rozpoznawczym), Szwajcarzy (kilku żołnierzy w batalionie rozpoznawczym) oraz Volksdeutsche z Węgier i Rumunii (35% stanów).

## Dowódcy
- SS-Brigadeführer Franz Augsberger (22 marca – 1 maja 1943 r.)
- SS-Gruppenführer Fritz von Scholz (1 maja 1943 r. – 27 lipca 1944 r.)
- SS-Brigadeführer Joachim Ziegler (27 lipca 1944 r. – 25 kwietnia 1945 r.)
- SS-Brigadeführer und Generalmajor der Waffen SS Gustav Krukenberg (25 kwietnia – 8 maja 1945 r.)

## Szefowie sztabu
- SS-Hauptsturmführer Kille (22 marca – 1 kwietnia 1943 r.)
- SS-Obersturmbannführer Helmut von Vollard-Bockelberg (1 kwietnia 1943 r. - ? 1944 r.)
- SS-Sturmbannführer Rüdiger Weitzdörfer (? – 1 lipca 1944 r.)
- SS-Obersturmbannführer Erich von Bock und Polach (październik 1944 r. – marzec 1945 r.)
- SS-Obersturmbannführer Herbert Wienczek (marzec – 8 maja 1945 r.)

## Skład organizacyjny
- SS-Panzergrenadier Regiment 23 „Norge”
- SS-Panzergrenadier Regiment 24 „Danmark”
- SS-Panzer Abteilung 11 „Herman von Salza”
- SS-Panzer Artillerie Regiment 11
- SS-Panzer-Aufklärungs Abteilung 11
- SS-Sturmgeschütz Abteilung 11
- SS-Panzerjäger Abteilung 11
- SS-Nachrichtung Abteilung 11
- SS-Pionier Battalion 11
- SS-Nachrichtung Abteilung Truppen 11
- SS-Nachschub Truppen 11
- SS-Instandsetzungs Abteilung 11
- SS-Wirtschafts Abteilung 11
- SS-Kriegsberichter-Zug 11
- SS-Feldgendarmerie-Trupp 11
- SS-Feldersatz-Battalion 11
- SS-Bewährungs-Kompanie 11
- SS-Sanitäts-Abteilung 11
- SS-Werfer-Battalion 521
- SS-Jäger-Regiment 11